# Porto Feliz
Porto Feliz là một đô thị ở bang São Paulo của Brasil. Đô thị này nằm ở vĩ độ 23º12'53" độ vĩ nam và kinh độ 47º31'26" độ vĩ tây, trên khu vực có độ cao 523 m. Dân số năm 2004 ước tính là 49 915 người. 

## Thông tin nhân khẩu
Dữ liệu dân số theo điều tra dân số năm 2000
- Tổng dân số: 45.514
- Dân số thành thị: 36.604
- Dân số nông thôn: 8.910
- Nam giới: 22.827
- Nữ giới: 22.687
- Mật độ dân số (người/km²): 81,79
- Tỷ lệ tử vong trẻ sơ sinh dưới 1 tuổi (trên một triệu người): 11,04
- Tuổi thọ bình quân (tuổi): 74,03
- Tỷ lệ sinh (số trẻ trên mỗi bà mẹ): 1,97
- Tỷ lệ biết đọc biết viết: 92,59%
- Chỉ số phát triển con người (HDI-M): 0,800
- Chỉ số phát triển con người - Thu nhập: 0,719
- Chỉ số phát triển con người - Tuổi thọ: 0,817
- Chỉ số phát triển con người - Giáo dục: 0,864

(Nguồn: IPEADATA)

### Sông ngòi
- Sông Tietê
- Sông Sorocaba

### Các xa lộ
- SP-97
- SP-129
- SP-300